# Экспонаты Эрмитажа
Экспонаты Эрмитажа показывают развитие мирового искусства с каменного века до конца XX столетия.

## Культура и искусство первобытного общества
Большое значение имеет собрание первобытного искусства и археологических культур территории бывшего СССР. Представлены так называемые «палеолитические Венеры» из села Костенки, многочисленные образцы керамики, бронзовое литье, каменные плиты с петроглифами.

## Культура и искусство античного мира
Коллекция античных древностей в Эрмитаже насчитывает свыше 106 000 памятников. Представлены культура и искусство Древней Греции, Древней Италии и Рима, античных колоний Северного Причерноморья. Самые ранние из них восходят к III тыс. до н. э., самые поздние датируются IV в. н. э. Обширная экспозиция античных древностей находится в залах первого этажа Нового Эрмитажа.
Богато собрание греческих и италийских расписных ваз (15 000 экземпляров), памятников культуры Этрурии.
Коллекция античных гемм — инталий и камей — включает около 10 000 памятников.
Достаточно полно представлены все основные виды римской скульптуры: культовые статуи, рельефы, декоративная скульптура, портретная пластика. Собрание римского портрета насчитывает 120 образцов I в. до н. э. — IV в. н. э.
Также в Эрмитаже экспонируются: коллекция танагрских терракотовых статуэток (Греция) IV—III вв. до н. э., материалы раскопок греческих городов и некрополей Северного Причерноморья, греческие золотые изделия, греческие ткани V—IV вв. до н. э., деревянные античные саркофаги и другие изделия из дерева.

## Живопись
Картинная галерея включает в себя работы западных художников XIII—XX веков.

### Итальянская живопись XIII—XVIII веков
В залах второго этажа Большого Эрмитажа представлены работы мастеров эпохи Возрождения: Леонардо да Винчи, Рафаэля, Джорджоне, Тициана.
В России только Эрмитаж обладает картинами Леонардо да Винчи: Это «Мадонна с цветком» («Мадонна Бенуа», 1478) и «Мадонна Литта» (между 1480—1491).
Рафаэль Санти представлен также двумя работами — «Мадонна Конестабиле» (между 1502—1503) и «Святое семейство» (ок. 1506). В 1792 году по заказу императрицы Екатерины II архитектор Джакомо Кваренги в здании Большого Эрмитажа создаёт галерею с копиями рафаэлевских фресок — знаменитые «Лоджии Рафаэля».
К числу лучших произведений венецианской школы относится «Юдифь» Джорджоне и «Жертвоприношение Поликсены» Джамбаттиста Питтони.
Тициан Вечеллио представлен восемью картинами: «Бегство в Египет» (ок. 1508), «Портрет молодой женщины» (ок. 1530-х), «Кающаяся Мария Магдалина» (1560-е), «Святой Себастьян» (1570-е) и др.
Собрание итальянской живописи XVII—XVIII веков: «Лютнист» Караваджо, Гвидо Рени, Лука Джордано, Сальватор Роза, Джузеппе Мариа Креспи, Джованни Баттиста Тьеполо, Франческо Гварди.
- Леонардо да Винчи
 Мадонна Бенуа
- Леонардо да Винчи
 Мадонна Литта
- Рафаэль Санти
 Мадонна Конестабиле
- «Жертвоприношение Поликсены»
 Джамбаттиста Питтони
- Джорджоне
 Юдифь

### Старонидерландская живопись XV—XVI веков
Собрание старонидерландской живописи насчитывает около 100 картин. Среди них несколько шедевров мирового значения, таких как татищевский диптих Робера Кампена «Троица. Мадонна с младенцем у камина» (приписывался Ван Эйку); один из трёх авторских вариантов картины Рогира ван дер Вейдена «Святой Лука, рисующий мадонну»; позднее произведение Лукаса ван Лейдена «Исцеление иерихонского слепца» (1531); два групповых портрета кисти Дирка Якобса.
- Левая створка диптиха Робера Кампена «Троица. Мадонна с младенцем у камина»
- Правая створка диптиха Робера Кампена «Троица. Мадонна с младенцем у камина»
- Лукас ван Лейден
«Исцеление иерихонского слепца»

### Испанская живопись XV — начала XVIII века
Эрмитажная коллекция испанских картин насчитывает более ста шестидесяти полотен и является самой многочисленной за пределами Испании.
Старые испанские мастера: Эль Греко («Апостолы Петр и Павел»), Хусепе де Рибера («Св. Иероним и ангел», «Св. Себастьян и св. Ирина», «Св. Онуфрий»), Франсиско де Сурбаран («Сан Фернандо», «Св. Лаврений», «Отрочество Богоматери»), Диего Веласкес («Мужская голова в профиль», «Завтрак», «Портрет дона Гаспара де Гусмана, графа-герцога де Оливареса»), Бартоломе Эстебан Мурильо («Поклонение пастухов», «Убийство инквизитора Педро де Арбуэса», «Непорочное зачатие», «Благословение Иакова», «Сон Иакова», «Мальчик с собакой»), Франсиско де Гойя («Портрет актрисы Антонии Сарате» — единственное полотно Гойи в российских музеях, преподнесённое Эрмитажу в 1972 году американским миллионером А. Хаммером).
Ведущие художники Валенсии XVI века: Пабло де Сан Леокадио «Встреча св. Иоакима и св. Анны у Золотых ворот», Хуан де Хуанес «Богоматерь с младенцем Христом, детьми Иоанном Крестителем, Иоанном Евангелистом и ангелом».
Художники второй половины XVI века: Луис де Моралес («Богоматерь с Младенцем», «Скорбящая Богоматерь»), Франсиско Рибальта («Пригвождение к кресту» и «Мученичество св. Екатерины»), Алонсо Санчес Коэльо («Портрета инфанты Каталины Микаэлы Австрийской»), Хуан Пантоха де ла Крус («Портрет Диего де Вильямайора»).
Художники XVII века: Педро Орренте «Чудо с хлебом и рыбами», Хуан Баутиста Маино «Поклонение пастухов», Алонсо Кано «Распятия».
Мадридская живопись середины и второй половины XVII века представлена работами художников: Франсиско Кольянтес, Антонио де Пуга, Антонио Переда, Хосе Антолинес, Матео Сересо.
- Эль Греко
Апостолы Пётр и Павел
- Сурбаран
Отрочество Богоматери
- Диего Веласкес
Завтрак
- Бартоломе Эстебан Мурильо
Мальчик с собакой
- Франсиско де Гойя
Портрет актрисы Антонии Сарате

### Фламандская живопись XVII—XVIII веков
Коллекция фламандской живописи насчитывает свыше 500 картин, выполненных более чем 140 художниками. Полотна ведущих живописцев Фландрии (Питер Пауль Рубенс, Антонис Ван Дейк, Якоб Йорданс, Франс Снейдерс) экспонируются в здании Нового Эрмитажа.
Собрание работ Рубенса включает 22 картины и 19 эскизов. Среди наиболее известных полотен — «Союз Земли и Воды» (1618), «Персей и Андромеда» (начало 1620-х), «Возчики камней» (около 1620), «Вакх» (между 1638—1640).
Ученик Рубенса Ван Дейк представлен 24 произведениями. Среди работ выделяются «Автопортрет» (1622 или 1623) и «Портрет Уильяма Чалонера» (конец 1630-х).
Десять работ Йорданса: «Автопортрет с родителями, братьями и сёстрами» (около 1615) и «Бобовый король» (около 1638). Среди 14 картин Снейдерса особого внимания заслуживает серия из четырёх монументальных «Лавок» (конец 1610-х).
Фламандская бытовая живопись XVII века: Адриан Брауэр («Деревенский шарлатан» (около 1625) и «Сцена в кабачке» (около 1632)) и Давид Тенирс Младший («Групповой портрет членов стрелковой гильдии «Oude Voetboog» («Старый Арбалет») в Антверпене» (1643)).
- Питер Пауль Рубенс
Союз Земли и Воды
- Питер Пауль Рубенс
Вакх
- Антонис Ван Дейк
Автопортрет
- Якоб Йорданс
Автопортрет с родителями, братьями и сёстрами
- Франс Снейдерс
Рыбная лавка

### Голландская живопись XVII—XVIII веков
Коллекция голландской живописи насчитывает свыше 1000 картин и занимает одно из первых мест в мире по количеству шедевров и имен, в том числе и самых редких. Картины голландских художников занимают шесть залов Нового Эрмитажа. Представлены работы таких художников, как Ян ван Гойен, Якоб ван Рёйсдал, Ян Стен, Герард Терборх, Габриель Метсю, Питер де Хох, Адриан и Исаак ван Остаде, Паулюс Поттер, Виллем Клас Хеда, Виллем Калф.
С искусством Рембрандта Харменса ван Рейна знакомят 20 картин, которым отведен специальный зал. Среди ранних полотен Рембрандта — «Флора» (1634), «Снятие с креста» (1634), «Жертвоприношение Авраама» (1635). Шедеврами зрелого периода творчества являются «Даная» (1636), первое полотно художника, привезенное в Россию ещё Петром I «Давид и Ионафан» (1642), «Святое семейство» (1645). Последние два десятилетия жизни Рембрандта представлены такими величайшими произведениями, как «Портрет старика в красном» (ок. 1652—1654) и «Возвращение блудного сына» (ок. 1668—1669).
- Рембрандт
Даная
- Рембрандт
 Святое семейство
- Рембрандт
 Саския в образе Флоры
- Рембрандт
 Возвращение блудного сына

### Английская живопись XVI—XIX веков
Коллекция небольшая — около 450 картин. Представлены художники XVII века: Уильям Добсон «Портрет Абрахамса ван дер Дорта», Готфрид Кнеллер «Портрет Гринлинга Гиббонса», «Портрет Джона Локка», Джон Вуттон «Собаки и сорока».
Расцвет национальной школы живописи — XVIII столетие: Джошуа Рейнолдс «Младенец Геракл, удушающий змей» (1786—1788), «Воздержанность Сципиона Африканского» (1788—1789) и «Амур развязывает пояс Венеры» (1788); Бенджамин Уэст «Венера утешает Амура, ужаленного пчелой» и «Портрет принца Уэльского, Георга с братом Фредериком»; Томас Гейнсборо «Дама в голубом»; Джордж Ромни «Портрет миссис Хэрриет Гриер»; Джордж Морленд «Приближение грозы» (1791); Джозеф Райт «Кузница» (1773), «Фейерверк. Замок Св. Ангела» (1778—1779).
Художники XIX века: Ричард Паркс Бонингтон «Лодки у берегов Нормандии» (ок. 1825); Томас Лоуренс «Портрет М. Воронцова» (ок. 1806).
В Эрмитаже хранится свыше 250 изображений генералов русской армии и три больших портрета в рост фельдмаршалов М. И. Кутузова, Барклая де Толли и А. Веллингтона, выполненные для Военной галереи 1812 года Зимнего дворца Джорджем Доу.
- Джошуа Рейнолдс
 Младенец Геракл, удушающий змей
- Джошуа Рейнолдс
 Амур развязывает пояс Венеры
- Томас Гейнсборо 
Портрет дамы в голубом

### Французская живопись XV—XVIII веков
В собрании музея представлены работы:
- художники XVI века — Пьер Дюмустье, Валантен де Булонь и др.;
- живописцы XVII века —

- Никола Пуссен («Танкред и Эрминия», 1630-е; «Пейзаж с Полифемом», 1649);
- Клод Желле (цикл «4 времени суток»);
- Пьер Миньяр («Великодушие Александра Македонского»);
- Симон Вуэ,
- Эсташ Лёсюэр,
- братья Ленен,

- Себастьян Бурдон,
- Никола Ларжильер,
- Гиацинт Риго,
- Жак Белланж

и др.
Собрание живописи XVIII века насчитывает более 400 произведений. Представлены художники:
- Антуан Ватто,
- Франсуа Буше,
- Жан Батист Грёз,
- Жан Батист Симеон Шарден,
- Жан Оноре Фрагонар,
- Юбер Робер.

- Никола Пуссен
 Танкред и Эрминия
- Антуан Ватто
 Савояр с сурком
- Жан Оноре Фрагонар
 Поцелуй украдкой

### Французская живопись XIX—XX веков
Коллекцию представляют около 850 работ. Художники рубежа XVIII—XIX столетий: Г. Летьер, Р. Лефевр, А. Карафф, К. Верно, А. Жироде, П. Шовен, П. Герен, Ф. Жерар и др. Среди пяти произведений П. Прюдона выделяется шедевр его творческой деятельности «Дети с кроликом», из семи работ Л. Буальи — «Бильярд» (1807). Отдельными картинами представлены самые значительные мастера эпохи: Жак-Луи Давид — «Сафо и Фаон» (1809), Антуан Гро — «Наполеон Бонапарт на Аркольском мосту» (ок. 1797), Доминик Энгр — «Портрет графа Н. Д. Гурьева» (1821), Эжен Делакруа — «Марокканец, седлающий коня» (1855) и «Охота на львов в Марокко» (1854).
Собрание французской живописи рубежа XIX — XX веков, насчитывающее около 250 полотен: Клод Моне «Дама в саду Сент-Адресс» (1867), «Мост Ватерлоо» (1903), Огюст Ренуар «Портрет артистки Жанны Самари» (1878), Камиль Писсаро, Альфред Сислей, Эдгар Дега.
Постимпрессионизм: Поль Сезанн, Поль Гоген, Винсент Ван Гог «Куст» (1889), «Хижины» (1890), «Белый дом ночью» (1890).
Символизм представлен картинами Э. Каррьера, П. Пюви де Шаванна, О. Редона. Произведения П. Синьяка, А. Фантен-Латура, А. Руссо, художников группы Наби — М. Дени, П. Боннара, Ф. Валлотона, Ж. Э. Вюйара, К. Русселя наряду с работами А. Марке, А. Дерена, К. Ван Донгена, М. Вламинка, А. Мангена, Ж. Руо создают почти исчерпывающую картину развития французской живописи этого времени.
Особую ценность собранию придают 37 работ Анри Матисса, включающие такие известные, программные для фовизма полотна, как «Красная комната» (1908), «Семейный портрет» (1911), «Танец» и «Музыка» (оба 1910), и 31 произведение Пабло Пикассо: «Любительница абсента» (1901), «Свидание» (1902), «Танец с покрывалами» (1907), «Три женщины», «Женщины с веером» (1908).
- Д. Энгр 
Портрет графа Н. Д. Гурьева
- Огюст Ренуар 
Портрет Жанны Самари
- Поль Сезанн
 Натюрморт с драпировкой
- Винсент Ван Гог
 Хижины

## Неполнота собрания живописи
Многие великие художники не представлены в эрмитажном собрании (равно, как и в других музеях России). Связано это как с большевистскими распродажами, так и с глобальной переоценкой истории живописи в конце XIX и начале XX века, когда перестали «котироваться» художники-академисты болонской школы — обычный объект восторгов ценителей искусства эпохи классицизма — и были заново открыты старонидерландское искусство и искусство кватроченто.
В Эрмитаже не представлены величайшие мастера треченто (Чимабуэ, Дуччо, Джотто) и многие важнейшие представители кватроченто, как флорентийского (Мазаччо, Учелло, Пьеро делла Франческа, Доменико Гирландайо, Верроккьо, Донателло), так и венецианского (Мантенья, Карпаччо).
Панораму Северного Возрождения сложно себе представить без работ Ван Эйка, Мемлинга, Босха, Грюневальда, Гольбейна, Брейгеля, а они в музеях России отсутствуют. В России и в Эрмитаже в частности нет ни одной работы Вермеера.
Невозможно ознакомиться с живописью английских мастеров — Хогарта, Тёрнера, Констебла и прерафаэлитов.
Такие важные художники, как Рогир ван дер Вейден, Корреджо, Караваджо и Гойя, представлены в Эрмитаже одной картиной каждый.
В советское время эрмитажное собрание искусства Новейшего времени по сути не пополнялось, с чем связано отсутствие в нём целых направлений, как, например, сюрреализм. Отсутствуют те художники, творческий расцвет которых пришёлся на годы после национализации коллекций Щукина и Морозова, — Кокошка, Бранкузи, Клее, Миро, Мондриан, Дали, Магритт, Джакометти, Бэкон, Поллок, Уорхол и др. То же самое касается художников, получивших всемирную известность уже после 1917 года, как, например, Климт, Модильяни и Мунк.

## Нумизматика
Более трети материалов музея по количеству единиц хранения — фонды отдела нумизматики. Нумизматическая коллекция Эрмитажа — одна из крупнейших в России. Основную часть нумизматического собрания составляют монеты: античные (около 120 000), восточные (свыше 220 000), русские (около 300 000) и западные (около 360 000). В состав нумизматической коллекции также входят памятные медали (около 75 000), ордена, наградные знаки и медали, значки (около 50 000) и разнообразные сфрагистические материалы.
- Быков, Алексей Андреевич — руководитель отдела нумизматики (1945—1974).